# Heaven Knows
Heaven Knows – drugi singel japońskiej piosenkarki Nany Mizuki, wydany 25 kwietnia 2001. Utwór tytułowy wykorzystano jako ending anime RUN=DIM.

## Lista utworów
| Nr | Tytuł                           | Słowa          | Kompozycja      | Aranżacja       | Czas |
| -- | ------------------------------- | -------------- | --------------- | --------------- | ---- |
| 1. | "Heaven Knows"                  | Chokkyu Murano | Ataru Sumiyoshi | Nobuhiro Makino | 4:25 |
| 2. | "Look Away"                     | Chokkyu Murano | JUNKO           | Nobuhiro Makino | 4:18 |
| 3. | "Heaven Knows" (Vocalless ver.) |                | Ataru Sumiyoshi | Nobuhiro Makino | 4:24 |